# 尾崎石城
尾崎 石城（おざき せきじょう、文政12年（1829年） - 明治9年（1876年）1月26日）は幕末期の忍藩士。石城は字。通称は準之助（はやのすけ）、舒之助。名は貞幹（さだみき）。他に永慶（えいけい）、永春（えいしゅん）、華頂（かちょう）、襄山（じょうざん）などの画号を持つ。『石城日記』の著者として知られる。

## 人物
『忍の行田』（石島薇山著、行田時報社、昭和2年）の「忍藩の人物」に9番目に記された「尾崎隼之助」によれば、
庄内藩士浅井勝右衛門の次男として生まれたのち、忍藩士の尾崎家隼之助勝義の養子となる。性格は磊落不羈で、読書を好む。酒が好きで、興に乗れば5、6樽を空けた。
御馬廻役（100石）を勤めるが、安政4年（1857年）に上書し藩政を論じたため蟄居となり十人扶持の身分に落とされた。
明治維新の際に、岸嘉右衛門らと共に大いに忍藩のために尽力。その才識が認められ、明治元年に設立された藩校「培根堂（さいこんどう）」の教頭に任ぜられる。廃藩置県のあと、明治政府に登用されて宮城県大主典に任ぜられる。明治9年に、任地にて病没。

## 石城日記について
石城は十人扶持の身分に落とされた後、妹夫妻の家に居候し、文久元年（1861年）6月から文久2年（1862年）4月の間、日々の生活を絵日記に残した。全7巻に渡って色彩豊かに描かれており、現在では幕末期の中級・下級武士の日常生活や食生活等を知るための貴重な資料となっている。